# Dosso
Dosso este o comună rurală și reședință a departamentului Dosso, regiunea Dosso, Niger, cu o populație de 65.576 de locuitori (2001).

## Evoluția demografică
- 1977: 16 959 loc.
- 1988: 25 695 loc.
- 2001: 43 293 loc.

## Sport
Dosso este orașul gazdă al echipei de fotbal Entente FC.